# Sidcup
Sidcup är en ort i Storbritannien.   Den ligger i grevskapet Greater London och riksdelen England, i den sydöstra delen av landet, 18 km sydost om huvudstaden London. Sidcup ligger 64 meter över havet och antalet invånare är 10 400.
Terrängen runt Sidcup är platt, och sluttar norrut. Runt Sidcup är det tätbefolkat, med 881 invånare per kvadratkilometer. Närmaste större samhälle är City of London, 16,6 km nordväst om Sidcup. Trakten runt Sidcup består till största delen av jordbruksmark.